# Kolczoch
Kolczoch (Sechium P. Browne) – rodzaj roślin z rodziny dyniowatych. Gatunkiem typowym jest Sechium edule (N. J. Jacquin) O. Swartz.

## Systematyka
Pozycja systematyczna według Angiosperm Phylogeny Website (2001...)
Rodzaj z rodziny dyniowatych z rzędu dyniowców, należących do kladu różowych w obrębie okrytonasiennych. W obrębie rodziny: podrodzina Cucurbitoideae, plemię  Sicyeae.
Pozycja w systemie Reveala (1993-1999)
Gromada okrytonasienne Cronquist, podgromada Magnoliophytina Frohne & U. Jensen ex Reveal, klasa Rosopsida Batsch, podklasa ukęślowe Takht. ex Reveal & Tahkt., nadrząd Cucurbitanae Reveal, rząd dyniowce Dumort., podrząd Cucurbitineae Engl., rodzina dyniowate Juss., plemię Sechieae Schrad., rodzaj Sechium.
Gatunki
- Sechium chinantlense Lira & F. Chiang
- Sechium compositum (Donn. Sm.) C. Jeffrey
- Sechium edule (Jacq.) Sw. – kolczoch jadalny
- Sechium hintonii (Paul G. Wilson) C. Jeffrey
- Sechium jamaicense J. St.-Hil.
- Sechium mexicanum Lira & M. Nee
- Sechium panamense (Wunderlin) Lira & F. Chiang
- Sechium pittieri (Cogn.) C. Jeffrey
- Sechium tacaco (Pittier) C. Jeffrey
- Sechium talamancense (Wunderlin) C. Jeffrey
- Sechium venosum (L.D. Gómez) Lira & F. Chiang
- Sechium villosum (Wunderlin) C. Jeffrey